# Irena Babel

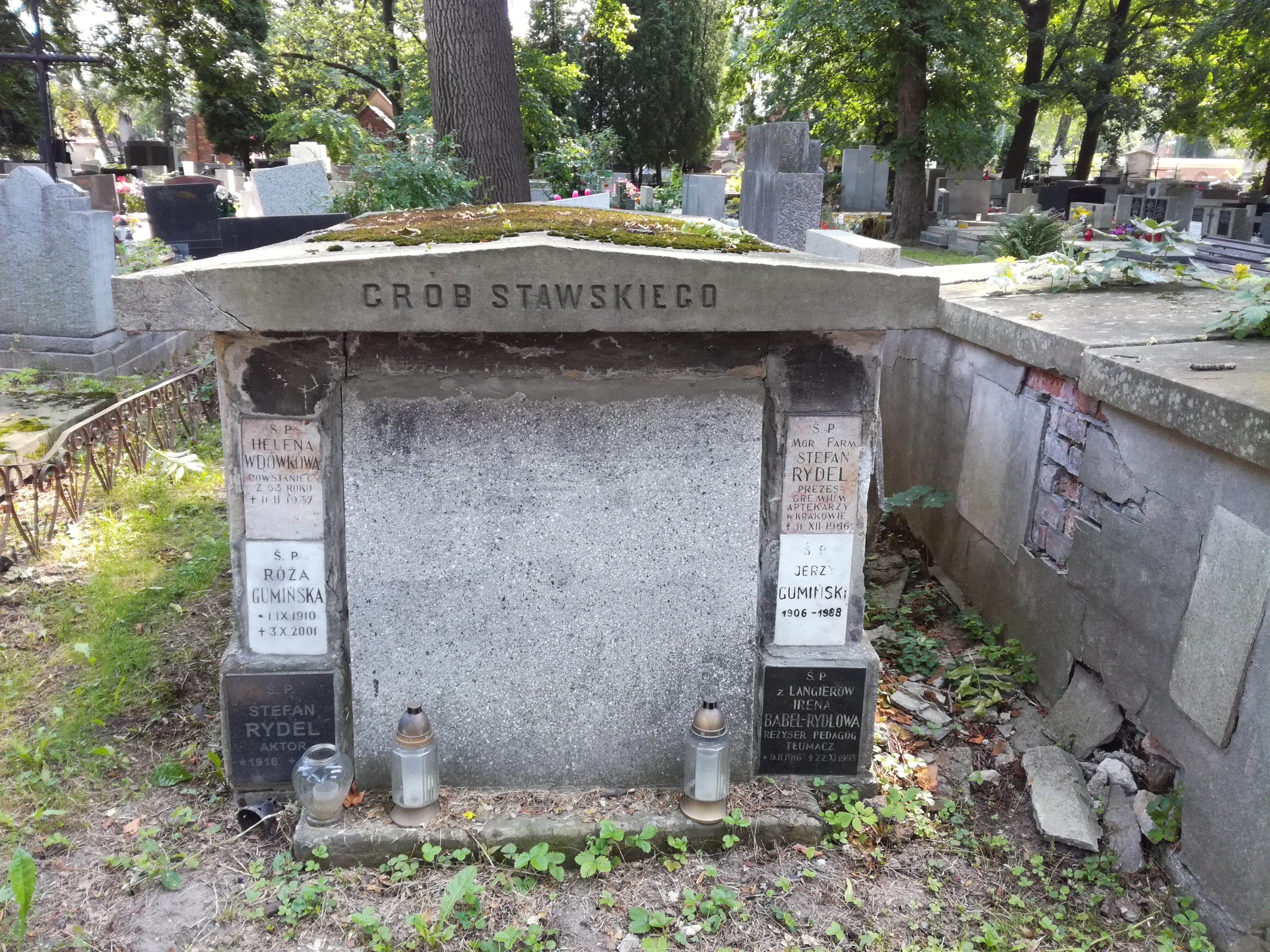
Grób Ireny Babel i Stefana Rydla na cmentarzu Rakowickim w Krakowie

Irena Babel (ur. 9 lutego 1914 we Lwowie, zm. 22 listopada 1993 w Krakowie) – polska aktorka i reżyser teatralna, także pedagog i tłumaczka.

## Życiorys
Urodziła się  w rodzinie Jana Langiera i Jadwigi Joanny z domu Dworzaczek. W 1931 roku zdała maturę w Gimnazjum im. Królowej Jadwigi we Lwowie. W latach 1931–1934 studiowała w Głównej Szkole Gospodarczej Żeńskiej w Snopkowie k. Lwowa. Potem studiowała języki i ukończyła szkołę plastyki.
W czasie okupacji niemieckiej pracowała w Radzie Głównej Opiekuńczej, w dziale opieki nad więźniami, tzw. Patronacie; brała udział w ratowaniu dzieci wywiezionych z Zamojszczyzny.
Po wojnie, w 1945 roku kształciła się w Studiu przy Starym Teatrze w Krakowie. Jako aktorka zadebiutowała w 1946 roku i rozpoczęła pracę w Teatrze Kameralnym TUR w Krakowie. W 1947 roku przeniosła się do Teatru im. J. Słowackiego, gdzie występowała do 1949 roku. 5 lipca 1949 roku zdała egzamin reżyserski w Państwowej Wyższej Szkoły Teatralnej w Łodzi. Została reżyserem Sceny Komediowo-Muzycznej warszawskiego Teatru Nowego (1949–1950), a następnie Teatru im. J. Słowackiego w Krakowie (1950–1955). W 1955 roku rozpoczęła pracę w warszawskim Teatrze Powszechnym – najpierw jako reżyserka (1955–1956), a potem jako kierowniczka artystyczna (1956–1963). Kolejnym miejscem pracy artystki był Teatr Klasyczny w Warszawie, gdzie była reżyserką w latach 1963–1966, a później pełniła funkcję dyrektorki naczelnej i artystycznej w Teatrze Ludowym w Krakowie - Nowej Hucie (1966–1971). W roku 1970 została pedagożką Wydziału Aktorskiego PWST w Krakowie, gdzie wykładała do 1989. W latach 1971–1972 reżyserowała w Teatrze im. J. Słowackiego.
Autorka monografii o Marii Dulębie, polskiej aktorce.
Zmarła w Krakowie, pochowana na cmentarzu Rakowickim (kwatera AB-zach-10).

## Życie prywatne
Jej pierwszym mężem od 1935 był adwokat Władysław Babel de Fronsberg, drugim, od 12 sierpnia 1959, aktor Stefan Rydel.

## Spektakle teatralne (m.in.)

### Role
- 1945: Powrót Odysa jako Penelopa (reż. Tadeusz Kantor)
- 1946: Powrót posła jako Pani Podkomorzyna (reż. M. Dulęba)
- 1947: Wariatka z Chaillot jako Józefina (reż. Emil Chaberski)

### Prace reżyserskie
- 1949: Judyta
- 1949: Aurora
- 1950: Moralność pani Dulskiej
- 1951: Sprawa Pawła Eszteraga
- 1951: W Błędomierzu
- 1951, 1969: Mirandolina
- 1952: Trzydzieści srebrników
- 1952: Piąta symfonia
- 1953: Kopernik
- 1953: Rozbity dzban
- 1953: Profesja pani Warren
- 1954: Takie czasy
- 1954, 1960: Kaukaskie koło kredowe
- 1955: Romans malajski
- 1956: Suchy kraj
- 1956: Eskapada
- 1956: Ararat
- 1957, 1959, 1961, 1962, 1976: Wojna i pokój
- 1957: Klątwa
- 1957: Straszna zabawa
- 1959: Hamlet
- 1959: Pod mlecznym lasem
- 1960: Cyd
- 1961: Głupiec i inni
- 1961: Zaczarowany las
- 1962: Elżbieta, królowa Anglii
- 1962: Heloiza i Abelard
- 1962: Siedmiu przeciw Tebom. Antygona
- 1963: Kontinuitaet
- 1963: Trzej muszkieterowie (z Jackiem Szczękiem)
- 1964: Odkryte karty
- 1964, 1968: Róża
- 1964: Kto uratuje wieśniaka
- 1965: Kalendarz starych mężów
- 1966: Sie kochamy
- 1966: Cezar i Kleopatra
- 1966: Rycerz ognistego pieprzu
- 1967: Blues dla pana Charlie
- 1967: Zygmuntowskie czasy
- 1967: Wiśniowy sad
- 1968: Mąż i żona
- 1968: Meteor
- 1969: Filip z prawdą w oczach
- 1969: Król Jan według Szekspira
- 1970: Fircyk w zalotach
- 1970: Kordian
- 1971: W małym dworku
- 1972: Dom kobiet
- 1973: O świcie jest tu spokojnie
- 1974: Elektra
- 1977: Poloneza czas zacząć...
- 1978: Tragiczna historia Hamleta

## Ordery i odznaczenia
- Złoty Krzyż Zasługi (1970)
- Medal 10-lecia Polski Ludowej (28 stycznia 1955)[4]
- Złota Odznaka Krakowskiego Klubu Miłośników Teatru (1970)

## Nagrody
- 1951: Wyróżnienie za reżyserię przedstawienia W Błędomierzu Jarosława Iwaszkiewicza w Teatrach Dramatycznych w Krakowie na Festiwal Polskich Sztuk Współczesnych
- 1955: Wyróżnienie Podkomitetu Literatury i Sztuki Nagrody Państwowej (zespołowe) za reżyserię i inscenizację sztuki Bertolta Brechta Kaukaskie kredowe koło w Teatrze im. J. Słowackiego w Krakowie[5]
- 1958: Puchar Przechodni czytelników „Kuriera Polskiego” za przedstawienie Wojna i pokój według Lwa Tołstoja w Teatrze Powszechnym w Warszawie
- 1984: List gratulacyjny Ministra Kultury i Sztuki z okazji Międzynarodowego Dnia Teatru

Źródło:.